# Міждержавні системи передачі електроенергії регіону Північного моря
Країни Європи з'єднують численні системи передачі електроенергії. В регіоні навколо Північного моря процес їх розвитку стримувався технічною складністю та високою вартістю прокладання протяжних підводних ліній. Проте на початку 21 століття саме з цим пов'язані найбільш масштабні проекти у сфері будівництва ліній електропередач.
Розглянуті в подальшому системи, якщо не зазначено інше, базуються на лініях постійного струму високої напруги.

## Реалізовані проекти
Велика Британія та Франція стали першими країнами регіону, що сполучили свої енергосистеми за допомогою прокладеної під водами моря лінії електропередач. З 1961 по 1984 в експлуатації перебував інтерконнектор потужністю 160 МВт (напруга 100 кВ). Такі характеристики не могли задовольнити зростаючі потреби, тому в 1985—1986 роках його замінила нова лінія ’’Cross-channel’’ потужністю 2000 МВт (напруга 270 кВ). Система складається з 8 кабелів і має протяжність під водою 46 кілометрів та 25 кілометрову наземну частину. Передбачена можливість ремонту кабелів за 20 діб для наземної та 35 діб для підводної частин. З допомогою системи здійснюється передача електроенергії в обох напрямах в залежності від поточних потребпосилання, хоча абсолютну більшість часу вона використовується для імпорту електроенергії до Великої Британії. Станом на 2016 рік система залишається найпотужнішою серед споруджених у регіоні Північного моря.
Невдовзі після спорудження першого інтерконнектора із Францією Об'єднане королівство з'єднало енергосистему Північної Ірландії (на той час ще ізольовану від енергосистеми острова Велика Британія) з Республікою Ірландією. Лінія, що розпочала роботу у 1970 році (в повному обсязі з 1973 після спорудження всіх необхідних трансформаторних станцій), складається з двох кабелів загальною потужністю 1500 МВт (за іншими даними — 1200 Мвт) та працює на напрузі 275 кВ. Оскільки траса інтерконнектора пролягає по землі та має невелику протяжність, це дало змогу обійтись лінією змінного струму високої напруги. Для підвищення надійності роботи енергосистем острова в 1994 були споруджені ще дві ЛЕП напругою 110 кВ. Спершу вони використовувались як резервні, а з 2001 були переобладнані в такі, що забезпечують постійний перетік електроенергії з потужністю 125 МВт кожна. Проте у випадку виходу з ладу головного інтерконнектора 275 кВ лінії 110 кВ також автоматично відключаються.
На східному узбережжі Північного моря першими з'єднали свої енергосистеми західна континентальна частина Данії (Ютландія) та Німеччина, використовуючи лінії змінного струму високої напруги. В 1961 році була введена в дію ЛЕП 220 кВ від данської електростанції в місті Енстед до німецького Фленсбурга. В 1965 її доповнила ще одна 220 кВ лінія, що починалась від міста Кассо (Данія) та неподалік від кордону зустрічалась з першою ЛЕП від Енстеда, разом з якою далі слідувала в одному коридорі. Потужність цих систем складала лише 335 МВт, тому в 1978 їх доповнили дві паралельні лінії напругою 400 кВ, які також тягнулись від Кассо до Фленсбурга. Загальна потужність інтерконнекторів складає 1780 МВт у напрямку Німеччини та 1500 МВт у напрямку Данії.
Практично одночасно зі спорудженням перших ЛЕП між Німеччиною та Ютландією, енергосистема останньої була з'єднана зі Швецією. В 1965 році став до роботи інтерконнектор ’’Konti-Skan’’ потужністю 250 МВт (з можливістю тривалого перевищення номіналу на 10 %). Система працювала під напругою 250 кВ та могла здійснювати передачу електроенергії лише у напряму Швеція-Данія. Наземна частина системи мала протяжність 91 км та складалась з трьох ділянок: 34 км в Ютландії, 17 км на данському острові Лаесоє та 40 км на території Швеції. Підводний відтинок між Ютландією та Лаесоє (23 км) був вирішений у вигляді двох двожильних кабелів, тоді як на ділянці між Лаесоє та Швецією (64 км) проклали один одножильний кабель. В 1988 році була споруджена друга черга системи потужністю 300 МВт та напругою 285 кВ (з можливістю тривалого перевищення номіналу на 10 %, а при температурі менше 5 градусів тривалої роботи з потужністю 410 МВт). На підводній ділянці Ютландія-Лаесоє додали лише один двожильний кабель, який працює паралельно з однією жилою одного з прокладених у 60-ті роки кабелів (друга жила залишилась в паралельній роботі з першою чергою). Між островом Лаесоє та Швецією проклали другий кабель з перетином, збільшеним вдвічі в порівнянні з першою чергою (яка в 1991 році була модернізована до таких саме параметрів шляхом заміни кабелю). Після заміни в 2006 році трансформаторного обладнання першої черги загальна потужність ’’Konti-Skan’’ досягла 740 МВт при передачі електроенергії з Ютландії до Швеції та 680 МВт у зворотньому напрямі. Після заміни в 2006 році трансформаторного обладнання першої черги загальна потужність ’’Konti-Skan’’ досягла 740 МВт при передачі електроенергії з Ютландії до Швеції та 680 МВт у зворотньому напрямі. У випадку виникнення несправностей передбачена можливість ремонту кабелів за 50 годин для наземної та 300 годин для підводної частин системи.
Невдовзі після спорудження інтерконектора зі Швецією енергосистему Ютландії з'єднали з норвезькою за допомогою проекту ’’Skagerrak ’’, який так само мав кілька черг реалізації. В 1976—1977 були введені в дію перші два кабелі, які забезпечували перетік електроенергії за біполярною схемою з потужністю 275 МВт кожен (напруга 250 кВ). В 1993 до них додали третій, розрахований на потужність 500 МВт та напругу 350 кВ. Після цього напрям струму в одному з перших кабелів змінили, так що утворилась нова біполярна схема між парою 1-2 та кабелем 3. В цілому система при номіналі 1050 МВт може здійснювати передачу електроенергії з потужністю до 1570 МВт (в залежності від температурних умов). Загальна довжина інтерконектора біля 240 км, в тому числі повітряна лінія 85 км в Данії та 28 км в Норвегії, наземна лінія 3,5 км та підводна частина 127 км. На момент побудови першої черги це була найдовша та найглибша (до 530 м) підводна лінія електропередачі.
Таким чином, до кінця 20 сторіччя були споруджені інтерконектори, що з'єднали Данію (Ютландію) з Німеччиною, Швецією і Норвегією, а Велику Британію із Францією та Республікою Ірландія (в останньому випадку лише в межах острова Ірландія).  
На початку 21 сторіччя будівництво міждержавних інтерконнекторів активізувалось. Спочатку енергосистеми Норвегії та Нідерландів були з'єднані лінією ’’NorNed’’. Переможців тендеру на її спорудження оголосили ще у 2000 році, проте початок фактичної реалізації проекту затримався до 2004, а введення в дію прийшлось на 2008. Система з двох кабелів потужністю 700 МВт (напруга 450 кВ) стала найдовшою підводною лінією електропередач у світі на момент спорудження — 580 км. З метою зменшення кількості підводних з'єднань для проекту було виготовлено шість кабельних відтинків, найбільший з яких має довжину 154 км. У квітні 2011 на лінії сталась аварія, ліквідація якої зайняла 51 добу та потребувала заміни 300 метрів підводного кабелю.
Наступний інтерконнектор з'єднав Нідерланди з Великою Британією (лінія ’’BritNed’’). Компанія для реалізації проекту була зареєстрована у 2001 році, через сім років розпочались будівельні роботи, а введення в дію припало на 2011. Система з двох кабелів потужністю 1000 МВт (напруга 450 кВ) має протяжність під водою 250 кілометрів та 9 кілометрову наземну частину.
У 2007 році був започаткований проект ’’East–West Interconnector’’, який мав сполучити енергосистеми острова Велика Британія (через Уельс) та Республіки Ірландія. Переможців тендеру на спорудження оголосили у 2009, а у 2013 розпочалась експлуатація цієї лінії. Система потужністю 500 МВт (напруга 400 кВ) складається з 2 кабелів, має протяжність під водою 186 кілометрів та 75 кілометрову наземну частину. Система зокрема має забезпечити стійкість енергосистеми Ірландії в умовах обраного останньою курсу на розвиток вітроенергетики та виведення застарілих енергогенеруючих потужностей на викопному паливі.
Бурхливий розвиток данської вітроенергетики викликав необхідність значного підсилення вже існуючого інтерконектора, що повязував цю країну з багатою на гідроенергоресурси Норвегією, яка могла забезпечувати збалансування енергосистеми. В 2011 році були оголошені переможці тендеру на прокладання ‘’Skagerrak 4’’ (компанії АВВ мала спорудити трансформаторні станції, французька Nexans відповідала за підводну та норвезьку, а італійська Prysmian за данську ділянки). Введення в експлуатацію системи потужністю 700 МВт (напруга 500 кВ) відбулось в 2014. Довжина нової черги в цілому була такою ж як і у попередніх, проте завдяки дещо зміненому маршруту вона мала довшу підводну частину (137 км  проти 127 км) і меншу наземну (103 км проти 113 км). Ще однією відмінністю була відмова від повітряних ліній — 12 км норвезького та 91 км данського відтинків виконали підземними, з використанням того самого кабелю, що і на морській ділянці траси. Після спорудження «Skagerrak 4» він був зав'язаний у біполярну схему з «Skagerrak 3», тоді як перші два кабелі системи повернули до первісного стану, коли вони також утворювали біполярну систему. Одночасно з «Skagerrak 4» були прокладені 24 пари оптоволоконних каналів. Вони мали використовуватись для контролю за станом лінії, та частково для надання послуг з передачі інформації телекомунікаційним компаніям.

## Проекти на стадії будівництва
У листопаді 2008 Європейська комісія запропонувала у числі першочергових проектів створити Офшорну енергосистему Північного моря, що мала б об'єднати можливості країн цього регіону та забезпечити збалансованість їх енергосистем в умовах розвитку відновлюваної енергетики. Як наслідок, проекти створення інтерконнекторів отримали підтримку з боку інституцій Європейського союзу.
Наразі цілий ряд проектів вже вступив у стадію практичної реалізації.
Завдяки проекту ’’NEMO LINK’’ енергосистема Великої Британії буде сполучена вже з третьою країною — Бельгією. Система потужністю 1000 МВт (напруга 400 кВ) складатиметься з 2 кабелів, матиме протяжність під водою 130 кілометрів (максимальна глибина моря на трасі 100 метрів) та 11 кілометрову наземну частину. Переможця тендеру на спорудження оголосили у червні 2015. Ним стала J-Power Systems, дочірня компанія японської Sumitomo Electric Industries. Підрядником буде використано технологію ізоляції XLPE (поліетилен з поперечно зшитими молекулами), яка вперше застосовуватиметься на лінії постійного струму з напругою 400 кВ. Вона допускає більш сильний перегрів, що збільшує можливість експлуатувати лінію з надлишковою потужністю у випадку необхідності, а також дозволяє витримувати додатковий рівень наносів у районах з рухливими придонними пісками. Технологія розроблялась компанією з 80-х років та випробовувана в Японії на одній із підводних ліній, яка вже введена в експлуатацію. Введення в експлуатацію NEMO LINK заплановане на 2019  рік.
Значно масштабнішим є проект ’’NordLink’’, який має сполучити Норвегію з Німеччиною.   Система потужністю 1400 МВт (напруга 525 кВ) складатиметься з 2 кабелів, матиме протяжність 623 км та пролягатиме в районах з максимальною глибиною моря до 450 метрів. Переможців тендеру на спорудження оголосили у березні 2015. Ними стали компанія АВВ, що відповідатиме за німецький сектор, та Nexans, за якою закріплено норвезьку ділянку системи. Введення в експлуатацію NordLink заплановане на 2020  рік.
Схожим за параметрами є проект ’’NSN link’’ (North Sea network, мережа Північного моря), який поєднає енергосистеми Норвегії та Великої Британії.  Він так само матиме потужність 1400 МВт, напругу 525 кВ та два кабелі при дещо більшій довжині — 730 км, що зробить його найдовшою підводною лінією у світі.  При цьому максимальна глибина моря на трасі не перевищуватиме 100 метрів. Щоб запобігти пошкодженню обох кабелів у одному інциденті було обрано більш дорожчий варіант прокладання їх у двох траншеях, віддалених на 50 метрів. Переможців тендеру на спорудження оголосили у липні 2015, при цьому компанії АВВ дісталося спорудження трансформаторних станцій, тоді як італійська Prysmian та французька Nexans відповідатимуть за підводної частини системи. Введення в експлуатацію NSN link заплановане на 2021  рік.
Ще один підводний інтерконнектор ’’COBRAcable’’ з'єднає Нідерланди та Данію. Проект отримав схвалення та відповідні субсидії від Євросоюзу у 2009 році. У 2010 були замовлені геофізичні та геотехнічні дослідження дна на можливому майбутньому маршруті, який тоді оцінювався у 275 км. Після проведення повторних досліджень у листопаді 2015 траса була змінена і збільшилась до 325 км. Потужність інтерконнектора складатиме 700 МВт (напруга 320 кВ). У 2016 році очікується проведення тендеру для визначення підрядників, що будуть споруджувати лінійну частину та трансформаторні станції (стосовно останніх 1 лютого 2016 переможцем оголошено компанію Сіменс). Введення в експлуатацію COBRAcable заплановане на 2019  рік.

## Проекти на підготовчій стадії
Найбільш масштабним проектом у сфері передачі електроенергії в регіоні Північного моря може стати інтерконнектор між Великою Британією та Ісландією ’’IceLink’’. Меморандум про взаєморозуміння щодо спорудження лінії потужністю до 1200 МВт та довжиною понад 1000 км підписали у 2012 уряди цих країн. У 2015 почались підготовчі роботи — укладено контракт на батиметричне та геофізичне картографування морського дна уздовж можливого маршруту, довжина якого може сягати 1450 км. Глибини, на яких буде прокладатись інтерконнекор сягатимуть 1100 м. Остаточне рішення відносно доцільності проекту буде прийнято за результатами згаданих досліджень. Обсяг передачі електроенергії може складати 5-6 млрд кВт-годин на рік, але роль інтерконнекотора бачиться передусім як збалансування енергосистем в умовах розвитку відновлюваної енергетики. [Архівовано 11 червня 2016 у Wayback Machine.] [Архівовано 6 квітня 2016 у Wayback Machine.]
Потребує посилення і з'єднання енергосистем Великої Британії з Республікою Ірландія. Для цього спорудять другий підводний інтерконнектор під назвою ‘’Grid Link’’. Він буде потужнішим за вже введений в експлуатацію East–West Interconnector — підводна частина матиме змогу передачі 750 МВт (при напрузі 320 кВ), а наземна 1580 МВт (напруга 400 кВ). У 2014 році були проведені попередні дослідження морського дна на маршруті лінії, при цьому розглядаються два варіанти виходу на узбережжя Ірландії — у Вексфорді на південно-східному узбережжі чи у Корку на півдні острова. Суттєвий вплив на прийняття рішення може мати думка місцевих жителів, які протестують проти спорудження наземної ЛЕП високої напруги. [Архівовано 24 жовтня 2017 у Wayback Machine.] [Архівовано 5 травня 2016 у Wayback Machine.]
Для енергосистеми Ірландії одним з напрямків подальшого розвитку бачиться спорудження нового інтерконектора з Північною Ірландією. Для цього планується спорудження лінії з робочою напругою 400 кВ (найбільша з наразі існуючих має аналогічний показник лише 275 кВ), яка з'єднає графства Монахан та Тірон. В 2013 році ця лінія була включена ЄС до списку Проектів спільних інтересів, що відкриває додаткові можливості для подальшого просування підготовчих робіт. [Архівовано 18 березня 2016 у Wayback Machine.]

## Відтерміновані та перспективні проекти
На етапі проробки варіантів з'єднання енегосистем Норвегії та Німеччини обговорювались два проекти — NordLink та ‘’NorGer’’. Обидва починались біля Тонстад у південній Норвегії, після чого NordLink вів до району Вілстер у землі Шлезвіг-Гольштейн (дещо північніше Гамбурга), а NorGer тягувся західніше до Мурієм у землі Нижня Саксонія. Їх потужність також планувалась однаковою на рівні у 1400 МВт. В підсумку NordLink було обрано як першочерговий (станом на 2016 рік знаходиться на стадії будівництва). Разом з тим, компанія TenneT, яка є одним з головних замовників обох проектів, продовжує рахувати NorGer серед своїх майбутніх проектів. Згідно з даними із сайту компанії, час реалізації поки не вибрано, при тому що інші проєкти розписані до 2023 року.  [Архівовано 14 грудня 2017 у Wayback Machine.]
Серед перспективних проектів можна згадати потенційний третій інтерконнектор між Великою Британією та Францією. Станом на 2016 рік навіть другий інтерконнектор знаходиться на підготовчій стадії, так що наступна лінія є справою не найближчого майбутнього. Проте вже є прорахунки ‘’FABLink’’ потужністю 1400 МВт. З урахуванням географічного положення даний проект буде не дуже протяжним (220 км, з них 180 підводна частина), проте потужна система потребуватиме чотирьох кабелів. [Архівовано 4 січня 2017 у Wayback Machine.]
Ще одним перспективним проектом є пряме з'єднання енергосистем Республіки Ірландія та Франції. Зазначена лінія під назвою ‘’Celtic Interconnector’’ повинна мати велику протяжність (близько 600 км) та станом на 2016 рік знаходиться на стадії вивчення економічної доцільності. [Архівовано 5 травня 2016 у Wayback Machine.]

## Нереалізовані проекти
У 2008 році норвезько-ірландська компанія Imera анонсувала план побудови одразу двох інтерконнекторів задля сполучення Республіки Ірландії з Великим островом Британії. Одна лінія мала пройти від Арклоу у центрі східного узбережжя Ірландії до Пентіру в Уельсі (за неї відповідала дочірня компанія East West Cable One Ltd), інша до Пембрукширу в тому ж Уельсі (для цього створили East West Cable Two Ltd). Потужність обох ліній планувалась на рівні 350 МВт. Головною особливістю проекту була відсутність серед інвесторів компаній, які управляють енергосистемами, а тому він мав окупитись виключно за рахунок оплати учасниками оптового ринку електроенергії послуг інтерконнектора. Тоді як подібні масштабні інфраструктурні проекти зазвичай передбачають таке важливе джерело відшкодування інвестицій як надбавка, що включається до тарифів енергосистем. В підсумку проект не отримав фінансової підтримки ЄС, який у 2009 віддав перевагу більш традиційній пропозиції від оператора ірландської енергосистеми Eirgrid щодо спорудження East–West Interconnector (реалізований та введений в експлуатацію в 2013 році). В тому ж 2009 головний інвестор — норвезька Oceanteam — вийшов з проекту. [Архівовано 5 травня 2016 у Wayback Machine.] [Архівовано 7 серпня 2016 у Wayback Machine.]